# Guillaume (cràter)
Guillaume és un cràter d'impacte lunar situat en hemisferi nord i en la cara oculta de la Lluna. Es troba just al sud-est del cràter Perkin, lleugerament major. Es tracta d'una formació desgastada i erosionada, amb característiques que s'han suavitzades i arrodonides amb el temps. Un grup de petits cràters cobreix la major part del bord nord-est. Diversos cràters petits es troben en el bord sud i oest. L'interior còncau no té amb prou feines trets distintius, amb només uns petits cràters que marquen la superfície.

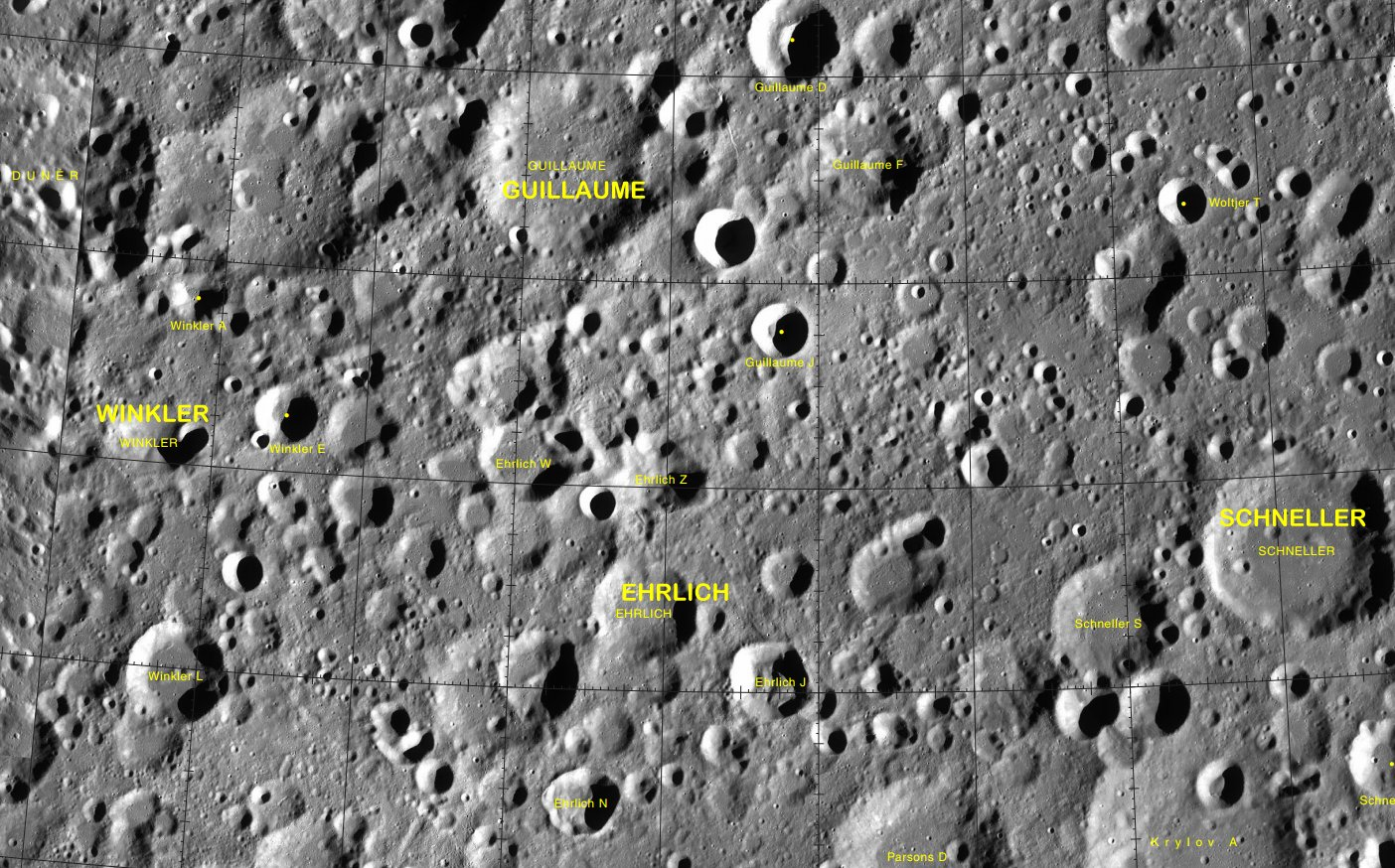
Localització de Guillaume

## Cràters satèl·lit
Per convenció aquests elements són identificats en els mapes lunars posant la lletra en el costat del punt mitjà del cràter que està més prop de Guillaume.
|           | \| Guillaume \| Coordenades \| Diàmetre \| \| --------- \| -------------------------------------- \| -------- \| \| B \| 47° 18′ N, 172° 36′ O / 47.3°N,172.6°O \| 26 km \| \| D \| 46° 36′ N, 170° 30′ O / 46.6°N,170.5°O \| 26 km \| \| F \| 45° 24′ N, 169° 24′ O / 45.4°N,169.4°O \| 33 km \| \| J \| 43° 42′ N, 170° 36′ O / 43.7°N,170.6°O \| 17 km \| |          |
| Guillaume | Coordenades | Diàmetre |
| B         | 47° 18′ N, 172° 36′ O / 47.3°N,172.6°O | 26 km    |
| D         | 46° 36′ N, 170° 30′ O / 46.6°N,170.5°O | 26 km    |
| F         | 45° 24′ N, 169° 24′ O / 45.4°N,169.4°O | 33 km    |
| J         | 43° 42′ N, 170° 36′ O / 43.7°N,170.6°O | 17 km    |